# Roberto Gayón
Roberto Gayón Márquez fue un futbolista costarricense de nacimiento y mexicano por parte de padres "el padre de Gayón era un diplomático mexicano y vivieron apenas un año en Costa Rica". Durante la Copa Mundial de Fútbol de 1930 jugó contra Chile y Argentina. En el juego contra la albiceleste, Gayón marcó al minuto 75’ el tercer gol al portero Ángel Bossio, finalmente Guillermo Stábile sentenciaría el marcador de 6-3 favor Argentina. 
Gayón era apodado como “La Pulga” y en el fútbol mexicano jugó para el América. 
Otro dato relevante, es que el primer jugador no nacido en México que jugó una Copa del Mundo fue precisamente Gayón.

## Participaciones en Copas del Mundo
| Mundial           | Sede    | Resultado    |
| ----------------- | ------- | ------------ |
| Copa Mundial 1930 | Uruguay | Primera Fase |

## Palmarés

### Como jugador
| Título                     | Club         | País   | Año     |
| -------------------------- | ------------ | ------ | ------- |
| Primera División de México | Club América | México | 1927-28 |